# متوسطة الميسم
متوسطة الميسم (الاسم العلمي:Mesostigma) هي جنس من النباتات الكاريانية تتبع الفصيلة متوسطات الميسم من رتبة متوسطيات الميسم.